# 南碼頭／白廳街車站
南碼頭/白廳街車站（英語：South Ferry/Whitehall Street station）是美國紐約地鐵一個車站複合群，位於曼哈頓金融區砲台公園，由IRT百老匯-第七大道線與BMT百老匯線共用。設有以下列車服務：
- 1號線、R線列車（任何時候停站）
- N線列車（僅深夜停站）
- W線列車（僅平日停站）

2009年新的南碼頭IRT總站落成令兩個過去無從連接的車站連繫起來，並在舊白廳街車站加入了1號線與N線、R線、W線列車的免費轉乘。2013年，大都會運輸署在新站2013年4月4日至2017年6月27日期間關閉的時候亦增設了通往舊南碼頭車站的通道。
此車站已是第三代擁有「南碼頭」字樣的車站複合體。第二代於1905至2009年間使用，是服務IRT百老匯-第七大道線和IRT萊辛頓大道線的一個環形迴車道。此迴車道於2009年由一個新的車站取代，但又一度於2013年至2017年重新啟用替代車站。第一代是一高架車站，於1877至1950年間使用，服務過去的IRT第九、第六、第三和第二大道線。

## 車站結構
| G                 | 街道                                           | 出入口 升降機位於白廳街及州立街西南角。註：升降機已停用                           |
| B1 環形月台       | 側式月台，不使用                               | 側式月台，不使用                                                                  |
| B1 環形月台       | 分隔牆                                         |                                                                                   |
| B1 環形月台       | 內圈                                           | 不停靠                                                                            |
| B1 環形月台       | 外圈                                           | 無定期服務                                                                        |
| B1 環形月台       | 側式月台，不使用                               |                                                                                   |
| B1 環形月台       | 夾層                                           | 往出入口，車站詢問處，MetroCard售票機                                             |
| B2                | 夾層                                           | 月台連接通道                                                                      |
| B3 百老匯線月台   | 北行                                           | 往71大道（雷克托街（百老匯線）） · 深夜時往迪特馬斯林蔭路（雷克托街（百老匯線）） |
| B3 百老匯線月台   | 島式月台，左/右側開門                          |                                                                                   |
| B3 百老匯線月台   | 中央軌道                                       | 平日往迪特馬斯林蔭路（雷克托街（百老匯線）） · 深夜時往95街-灣脊區（法庭街）      |
| B3 百老匯線月台   | 島式月台，左/右側開門                          |                                                                                   |
| B3 百老匯線月台   | 南行                                           | 往灣脊區-95街（法庭街） · 深夜時往康尼島-斯提威爾大道（法庭街）                   |
| B4 第七大道線月台 |                                                |                                                                                   |
| 4號軌道           | 往范科特蘭公園-242街（雷克托街（第七大道線）） |                                                                                   |
| 島式月台，不使用  |                                                |                                                                                   |
| 1號軌道           | 往范科特蘭公園-242街（雷克托街（第七大道線）） |                                                                                   |

|  |  |  |  |  |  |  |

|  |  |  |  |  |  |  |

|  |  |  |  |  |  |  |

|  |  |  |  |  |  |  |

|  |  |  |  |  |  |  |

|  |  |  |  |  |  |  |  |

|  |  |  |  |  |  |  |  |  |  |

|  |  |  |  |  |  |  |

|  |  |  |  |  |  |  |

|  |  |  |  |  |  |  |  |  |

|  |  |  |  |  |  |  |

|  |  |  |  |  |  |  |  |  |

|  |  |  |  |  |  |  |  |  |

|  |  |  |  |  |  |  |

|  |  |  |  |  |  |  |

|  |  |  |  |  |  |  |

|  |  |  |  |  |  |  |

|  |  |  |  |  |  |  |

|  |  |  |  |  |  |  |  |

|  |  |  |  |  |  |  |  |  |  |

|  |  |  |  |  |  |  |

|  |  |  |  |  |  |  |

|  |  |  |  |  |  |  |  |  |

|  |  |  |  |  |  |  |

|  |  |  |  |  |  |  |  |  |

|  |  |  |  |  |  |  |  |  |

### 出口
出入口位於以下位置：
- 兩條位於白廳街和石街西側，亞歷山大·漢密爾頓美國海關樓（英语：Alexander Hamilton U.S. Custom House）及美國印第安人國家博物館（英语：George Gustav Heye Center）東側的樓梯[5]
- 一條位於白廳街和石街東北角的樓梯[5]
- 兩條位於白廳街和水街西南角的樓梯[5]
- 一對位於史泰登島渡輪白廳碼頭（英语：Staten Island Ferry Whitehall Terminal）西北的樓梯／扶手電梯以及一部升降機[5]
- 一對位於水街和州立街東南角巴士站外的樓梯／扶手電梯[5]
- 一條位於州立街西南側、與珍珠街交界南側的樓梯[5]

## IRT百老匯-第七大道線月台
IRT百老匯-第七大道線設有兩個分開的車站，各自命名為「南碼頭」並與曼哈頓的南碼頭連接。「南碼頭迴圈」（South Ferry loops）用於舊南碼頭車站月台，新月台稱為「新南碼頭」（New South Ferry）新的島式月台車站於2009－2012年間由百老匯-第七大道線上的1號線使用，直至2012年毀於颶風桑迪為止。2013年4月4日至2017年6月27期間外圈月台重開以提供臨時替代服務。

### 舊南碼頭車站迴圈月台（1905－2009、2013－2017）
南碼頭迴圈設有兩個位於環形迴車道的側式月台，但只有外圈月台營運中，內圈月台由牆隔開。然而，月台之間不可免費轉乘，所有月台都作為各線自行使用。最貼近轉車站的配置為外圈的IRT百老匯-第七大道線月台和內圈的IRT萊辛頓大道線月台。
現時內側軌道作為5號線列車在滾球綠地車站平日黃昏和週末落客後調頭之用。

#### 外側月台
1905年7月10日，南碼頭車站外側月台成為IRT原初幹線延伸線的首兩個開放的月台。車站興建時內側軌道已經存在，但只作為儲車之用。當IRT的H系統於1918年7月1日開放時，百老匯-第七大道線列車使用外側月台，而內側月台亦開放作為IRT萊辛頓大道線列車使用。當時該線在曼哈頓下城使用原初幹線。
百老匯-第七大道線的列車，包括1號線和9號線（後者在1989－2005年採用尖峰時段隔站停靠）使用外側月台為總站，除了兩段較短的時間以外。第一段為2001年9月至2002年9月，在九一一襲擊事件後主線錢伯斯街車站以南無法通行:1-1 (PDF p. 1)，其次為2009年3月16日起新南碼頭車站啟用作為1號線列車的總站，直至2013年4月4日外側月台再度開放，並提供前往BMT的免費轉乘。新的車站位於此舊站下方，容許免費轉乘前往BMT車站，舊站的月台原先並沒有類似計劃。

#### 車站特徵
外側月台在任何時候都設有1號線列車服務，同時也是車站唯一營運中的月台。月台比其他車站都要小，面積只有16,800平方英呎，原先服務兩條通往史泰登島渡輪白廳碼頭的樓梯:1–7 (PDF p. 7)。彎道的半徑只有190英呎:1–5 (PDF p. 5)，也就是月台頭尾的彎道達到約77.5度。月台可容許列車的首五節，但1號線的10節列車後五節無法上下車:1–5 (PDF p. 5)。此外，受彎道過急影響，列車速度減慢和製造強烈的刮金屬的噪音，並加劇了磨擦，需要使用噴嘴潤滑軌道以減少磨擦:1–5 (PDF p. 5)。
同時受彎道影響，車站需要使用月台伸縮踏板以減少月台空隙，並仍然使用中:1–5 (PDF p. 5)。現時已經自動化的踏板過去需要人手操作，由可互相看見的一名領頭和兩名列車員合作，列車員向領頭發出信號，領頭拉動長4至5英呎的木製控制捍，人手拉動並填補伸縮踏板。踏板亦相當不可靠，每6個月的營運就需要進行15日的維修:1–5 (PDF p. 5)。
此月台有一個橡製票務處以及來自紐約自動上弦鐘錶公司的橡套時鐘。天花板上的雕刻證明了現時已經拆除的票務處是布雜設計。此月台也有Heins & LaFarge設計的車站瓷磚，並將車站牌匾以無襯線體字體設計。牆壁以小塊白式長方形瓷磚組成，只有底部的3英呎是以大理石製成。此站還有15塊陶瓷牌匾朝向月台牆壁頂端，全部描繪紐約港的單桅縱帆船以表示車站位置和用途。牆壁頂端也包括妝點花環和車站花押字，另外牆壁與天花板交接處也有陶瓷飾面。原有出口的車站藝術是一塊1990年壁畫《South Sails》，由前MTA藝術及設計主任桑德拉·布羅德沃思製作。2004年車站發現沒有重大影響期間，被認定符合國家史蹟名錄資格:10 (PDF p. 11)。

##### 取代和重開
南碼頭迴圈造成服務的瓶頸。營運上，迴圈車站實際上類似一個中途站而不是真正的總站，列車直接開往雷克托街車站，列車長不需要走到列車另一端:1-5 to 1-6 (PDF p. 5–6)。另外與大多數總站不同，此站不設側線或額外軌道以儲存總站列車，而且直至34街-賓州車站以前都沒有額外的軌道。這意味着列車不能在此站停留超過90秒（包括月台伸縮踏版的伸和縮的5至10秒）。任何此站停止載客的列車可以造成路線其餘部分嚴重延誤:1–6 (PDF p. 6)。最後，由於列車只能以慢速通過車站，與雙軌和標準長度的總站相比再增加了30至60秒的行車時間。以上加起來導致1號線列車在北面三個站的錢伯斯街車站來回方向都要延誤達兩分鐘:1-6 to 1-7 (PDF p. 6–7)。
為了消除這個特殊營運方式帶來的影響，2008年開始決定興建新車站，設有雙軌、10節長的島式月台，位於一個更筆直的路軌上，以容許列車以典型的總站來營運。MTA指新車站可節省4至6分鐘車程，並將1號線列車的最高容量提升至每小時24班（或每2分鐘30秒一班），比使用迴圈車站時的每小時16至17班（或每4分鐘一班）大大提高。新車站可無障礙通行（但不可無障礙轉乘BMT百老匯線），而主入口位於史泰登島渡輪碼頭大廈入口的對面:1–9 (PDF p. 9)。
然而，2012年10月末颶風桑迪吹襲紐約，新站受到嚴重水浸破壞並需要關閉進行維修，外側迴圈軌道再次開放以便以雷克托街車站為總站的列車調頭。新站預計需要到2017年夏天才再度開放。幾個月後，MTA決定暫時重開迴圈車站作為臨時總站，以恢復1號線列車與史泰登島渡輪的連接。舊站於2013年4月4日重開，並加入了與白廳街車站的連結。2017年6月27日取代它的車站重新開放後，外圈車站再次關閉。

#### 內側月台

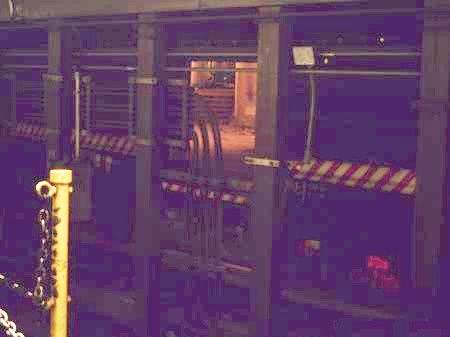
由外側月台看見已關閉的內側月台

IRT萊辛頓大道線的內側月台於1918年7月1日向乘客開放，該日由外側月台搬到內側月台。內側月台比外側月台更彎，只開放位於中央的車門，月台和軌道在車門的位置設有特殊的拱形門洞。
1950年代末，IRT分部大部分開始使用R型列車，但無法限制只開啟中央車門，因此5號線（僅黃昏和週末停靠南碼頭）和6號線（僅深夜停靠南碼頭）再搬到外迴圈。滾球綠地－南碼頭接駁線，在平日以及初期也在深夜運行，則繼續使用內迴圈，前往滾球綠地車站西月台直至1977年內迴圈月台關閉，萊辛頓大道列車也停止使用外迴圈。1960年代末使用經過特別改造的R12型列車營運直至服務結束。這些列車設有兩套不同的車門控制系統，第一套可開啟兩截車門，第二套只可開啟中央一截的車門。內側和外側月台都不可免費轉乘。
現時內側軌道仍在使用中，平日黃昏和週末5號線以滾球綠地車站為總站時會有5號線列車在此調頭。

### 新南碼頭車站（2009－2012、2017－）
南碼頭車站（英語：South Ferry）只服務IRT百老匯-第七大道線，設有一個島式月台和兩條軌道。兩條軌道在月台南端的止衝擋結束。此站作為取代舊站興建以便新站啟用後調頭。與舊站不同，此站只可停靠IRT百老匯-第七大道線的普通列車，而且無法轉乘萊辛頓大道線。它容許每小時24班列車（或每兩分半鐘）停靠此總站。
新車站設有三個街道入口，而主入口則為位於史泰登島渡輪碼頭的對面:1–9 (PDF p. 9)；迴圈車站在2013年加入前往南碼頭/白廳街複合的連接以前在總站只設有一個入口:1–7 (PDF p. 7)。同時加入了前往BMT百老匯線白廳街-南碼頭車站的免費轉乘。彼得·米紐伊特廣場的土地平整於2010年5月完工。

#### 興建
2001年9月11日，恐怖分子破壞了世界貿易中心，該大廈位於南碼頭和砲台公園以北附近。整個世貿大廈區域在襲擊中完全毁損，因而通過該大廈的IRT百老匯-第七大道線，包括科特蘭街車站亦遭到嚴重破壞:1-1 (PDF p. 1)。當時只能將1、2和3號線的路線改道，並減少了曼哈頓和布魯克林的列車服務，直至通過世界貿易中心的路段於2002年9月重啟:1–2 (PDF p. 2)。該路段的重建的同時，MTA官方亦同意在襲擊以後長期來說，該線負荷極大，需要在南碼頭興建一個更為有效的總站以讓1號線和9號線停靠。同時還與砲台公園翻新重疊:1–2 (PDF p. 2)。
2003年，新車站的興建獲分配了資金:69並於2005年開工。車站原先預計花費4億美元，大部分的金錢作為聯邦交通管理局（FTA）作為世界貿易中心重建的專項。起初，興建車站因價格過高和節省時間太少而受到反對。然而FTA於2004年8月30日發布了無明顯影響的研究結果:PDF p. 1，因此南碼頭總站計劃允許繼續進行:slide 2 (p. 1)。在計劃期間，FTA評估了許多替代，包括北延現時的迴圈月台、興建一個額外的軌道和月台的總站、在迴圈下方興建雙軌總站、在東面水街興建雙軌總站、在東南面海邊南街興建雙軌總站、在BMT百老匯線白廳街車站下方興建三軌總站以及在彼得·米紐伊特廣場對角線興建總站。在以上七個選項中，最終採用了最後一個，其他替代方法以費用太高或物流上不可行而放棄:3–4 (PDF p. 4–5)。
計劃分為三部分：興建鐘口、通風口以及原線的軌道交匯處；前往車站的隧道以及車站本身:1–8 (PDF p. 8)。鐘口的興建需要重建270英呎的隧道以容許新的交匯處。通風口位於原先以東，將促進新的深層車站的通風，該車站位於三條現存的地鐵路線（迴圈月台、IRT萊辛頓大道線的傑拉雷曼街隧道以及BMT百老匯線的蒙塔格街隧道下方）:1-8 to 1-9 (PDF p. 8–9)。兩條新的隧道將會是單線隧道，連接到一個洞穴，該處將安裝剪式橫渡線:1–9 (PDF p. 9)。新的76,820平方英呎車站，位於地下50英呎，設有600乘25英呎的月台、一個新夾層、扶手電梯和一部升降機:1-9 to 1-10 (PDF p. 9–10)。
2005年12月8日，紐約市當局宣佈在興建新車站的過程中發現了200年歷史的石牆遺蹟。經考古分析，被廣泛報導為曼哈頓最古老的人造結構。挖掘地鐵站時發現了四堵牆以及超過250,000件工件。其中一堵牆放置於克林頓城堡的臨時展示上。

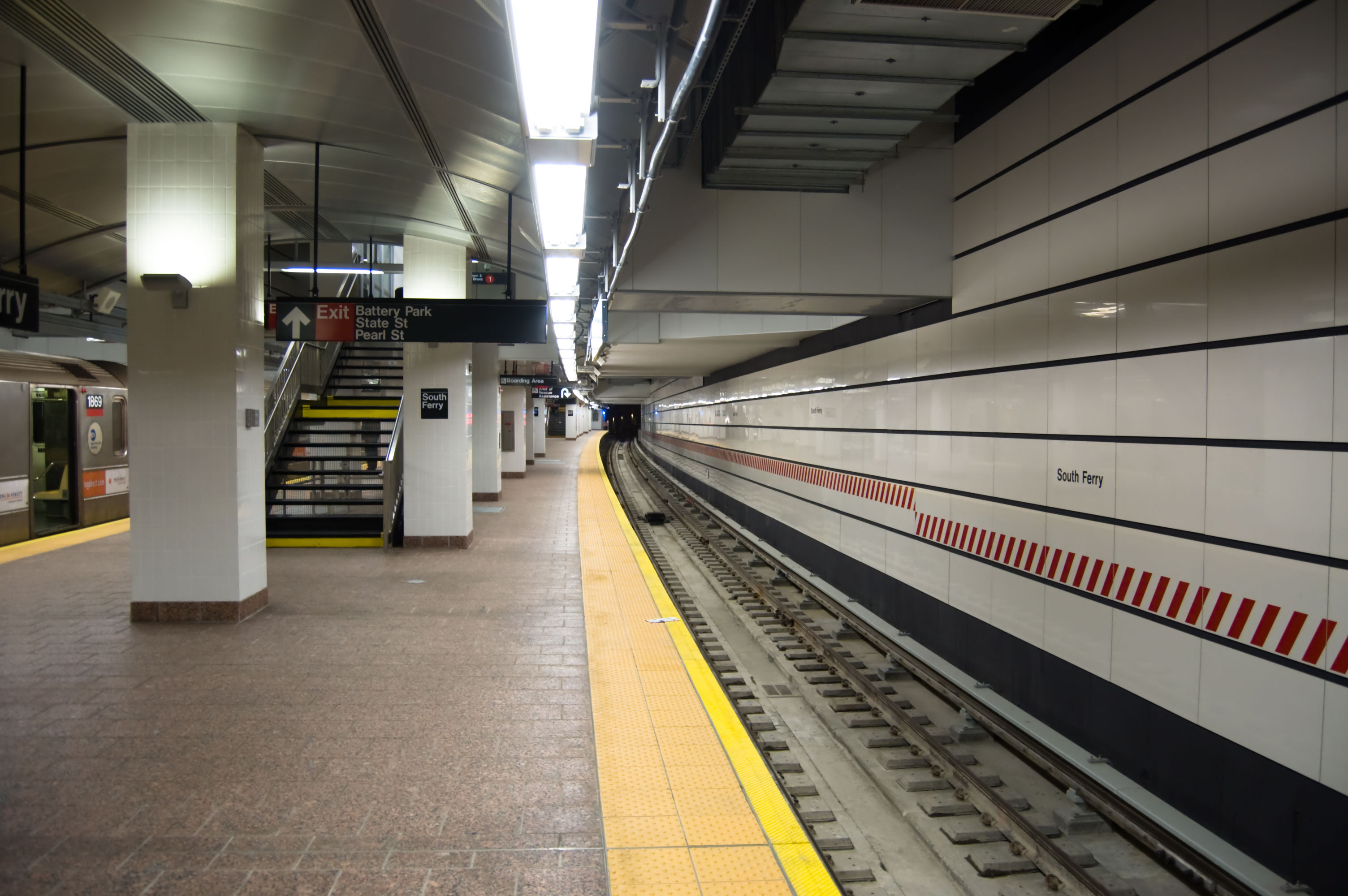
月台啟用後不久的外觀

2008年12月11日，有消息指新站已經基本完成。然而在2009年1月時受軌道距離月台邊緣過遠、月台空隙不符合ADA標準影響啟用延誤。其他的延誤均屬車站漏水影響，乃因車站地下水位過高所致。問題解決後，車站於2009年3月16日啟用，比預計啟用日期遲一年。最後總造價達到5.3億美元，超支1.3億美元。此站是自1989年IND 63街線車站啟用後首次有新的地鐵站完工。2009年4月16日，MTA資金建設獎勵了塔利建設1920美元的合約以重建位於車站上方的彼得·米紐伊特廣場。
車站啟用後，一段出土的較長的歷史城牆永久嵌入新站入口的牆壁。紐約市地標保護委員會主席羅伯特·提爾尼指，「此牆很有可能是在17世紀末和18世紀一度保護城市的炮台，並給予現時公園的名稱。紐約市計劃和紐約市公共運輸局合作保護遺蹟，並形容為「紐約市歷史的一個重要殘餘部分」。
車站的夾層和升降機槽設有紀念藝術，名為《See it split, see it change》，由熔融玻璃幕牆、紙皮石馬賽克以及不銹鋼欄杆組成。該藝術由Doug和Mike Starn創作，描繪了曼哈頓地形，並安裝在夾層超過3年。安裝時成為MTA運輸藝術安裝的藝術品中最昂貴的，價格達到100萬美元。

#### 颶風桑迪吹襲及封站
2012年10月29日，新南碼頭車站受到颶風桑迪嚴重破壞。車站被超過80英呎的鹽水淹沒，並由軌道一直漫延至夾層。根據時任MTA主席祖爾·羅塔的形容，車站成為一個「大魚缸」（large fish tank）。因此，這部分的車站關閉至另行通知為止。MTA估計維修費會花費6億美元，並要持續至2016年。以此站為總站的路線只能暫時以雷克托街車站為總站，直至舊站重新營運。舊站於2013年4月4日作為新站重新營運前的臨時替代。舊站與車站其餘部分的連接一度需要短暫移除約20英呎的《See it split, see it change》藝術品。
此站進行了裝修、重置信號室和加設大量防水設施工程，但信號室本身可能延誤至2019年。2014年12月8日批出了1.94億美元合約，現時車站正在進行大規模重建，包括在出入口、通風口、沙井、管道加設防水閘門，並清潔車站。維修本身花費了3.45億美元。這些改善工程導致車站複合群的主入口自2015年10月起關閉了幾乎一年。
翻新工程花費了3.45億美元，在2017年6月完工。車站在2017年6月27日重啟，同時容納因應克拉克街隧道長期週末關閉而改變的新路線走線近1年。

### 圖片

舊站
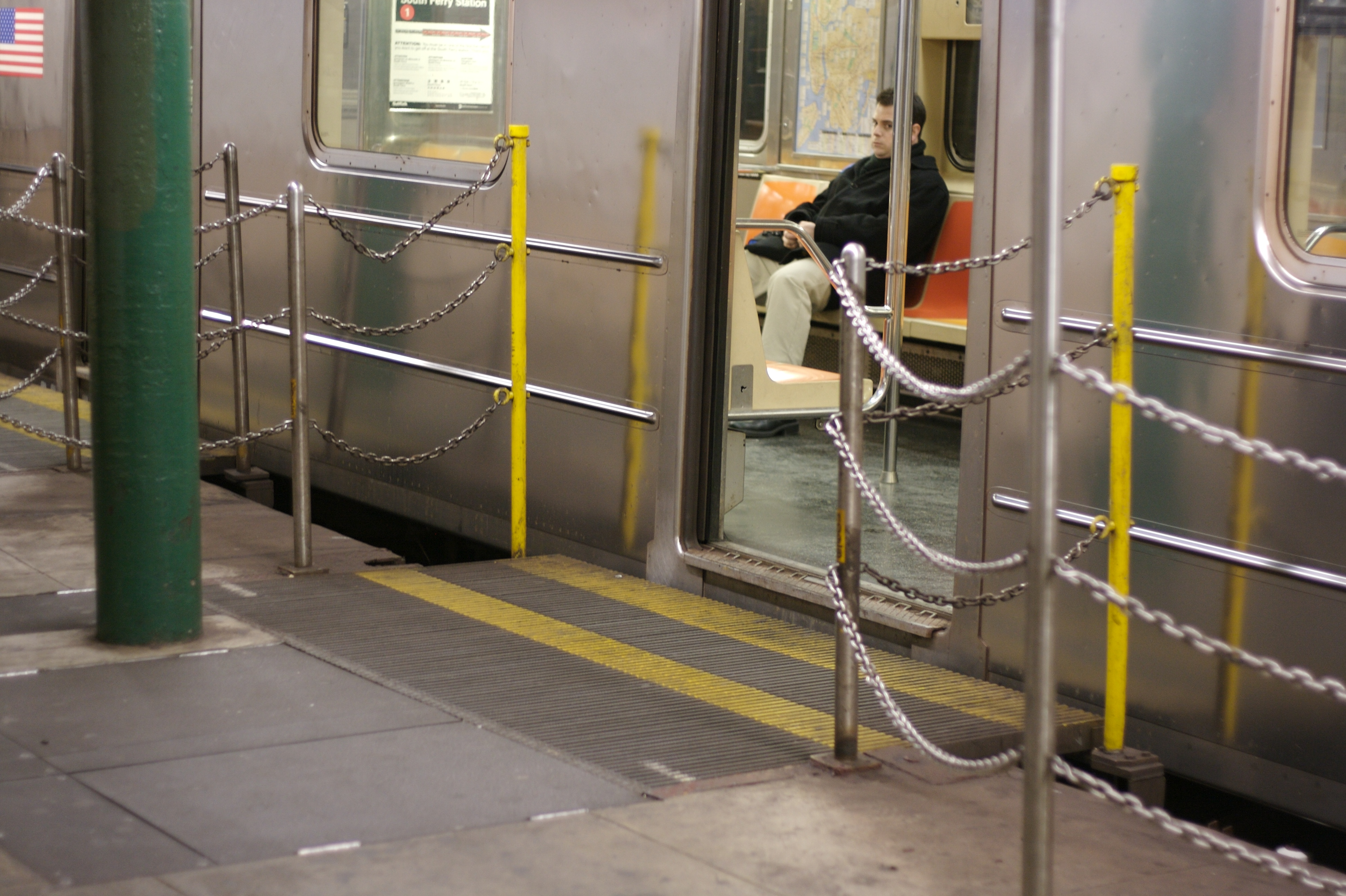
月台伸縮踏板
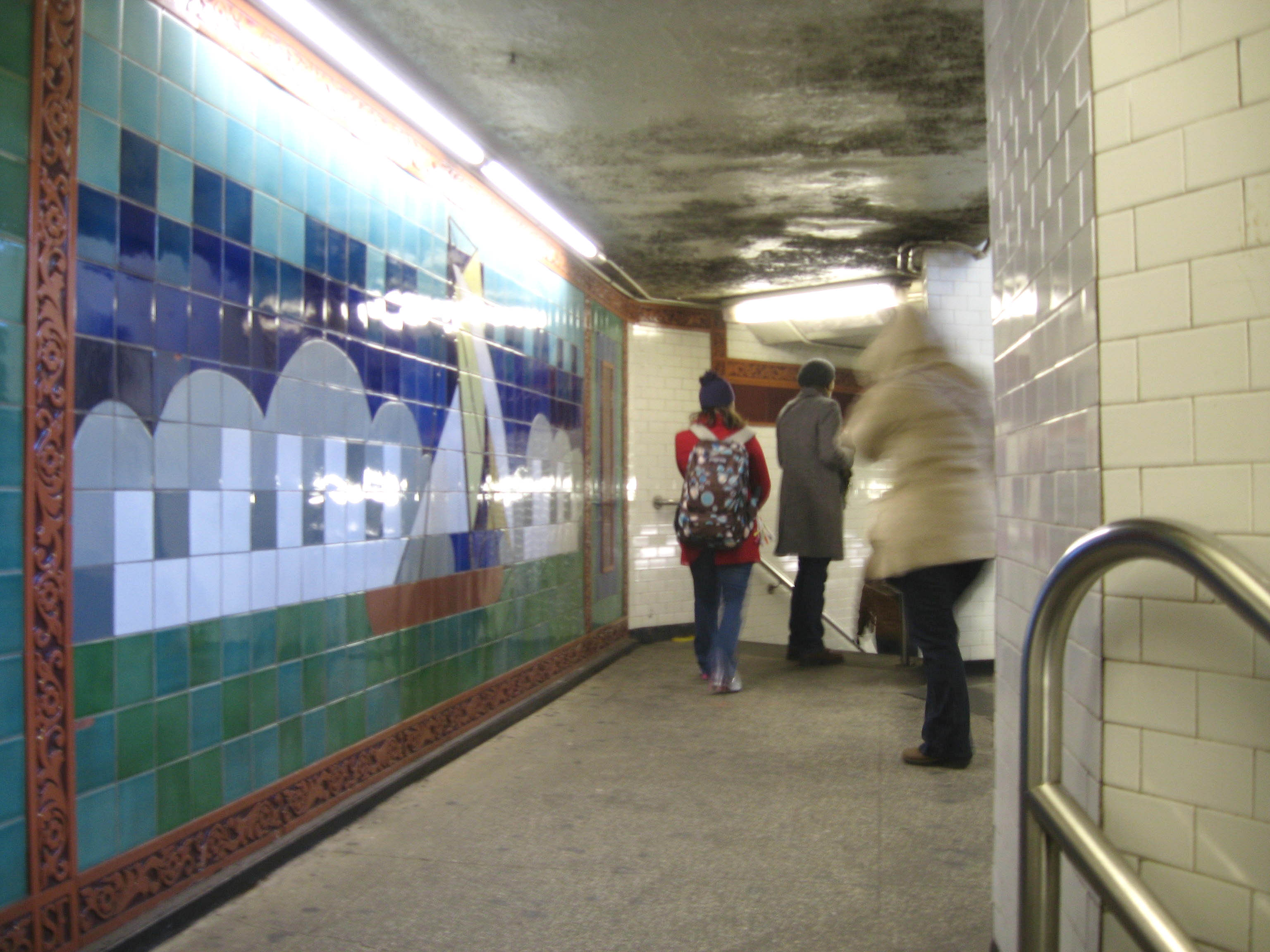
夾層
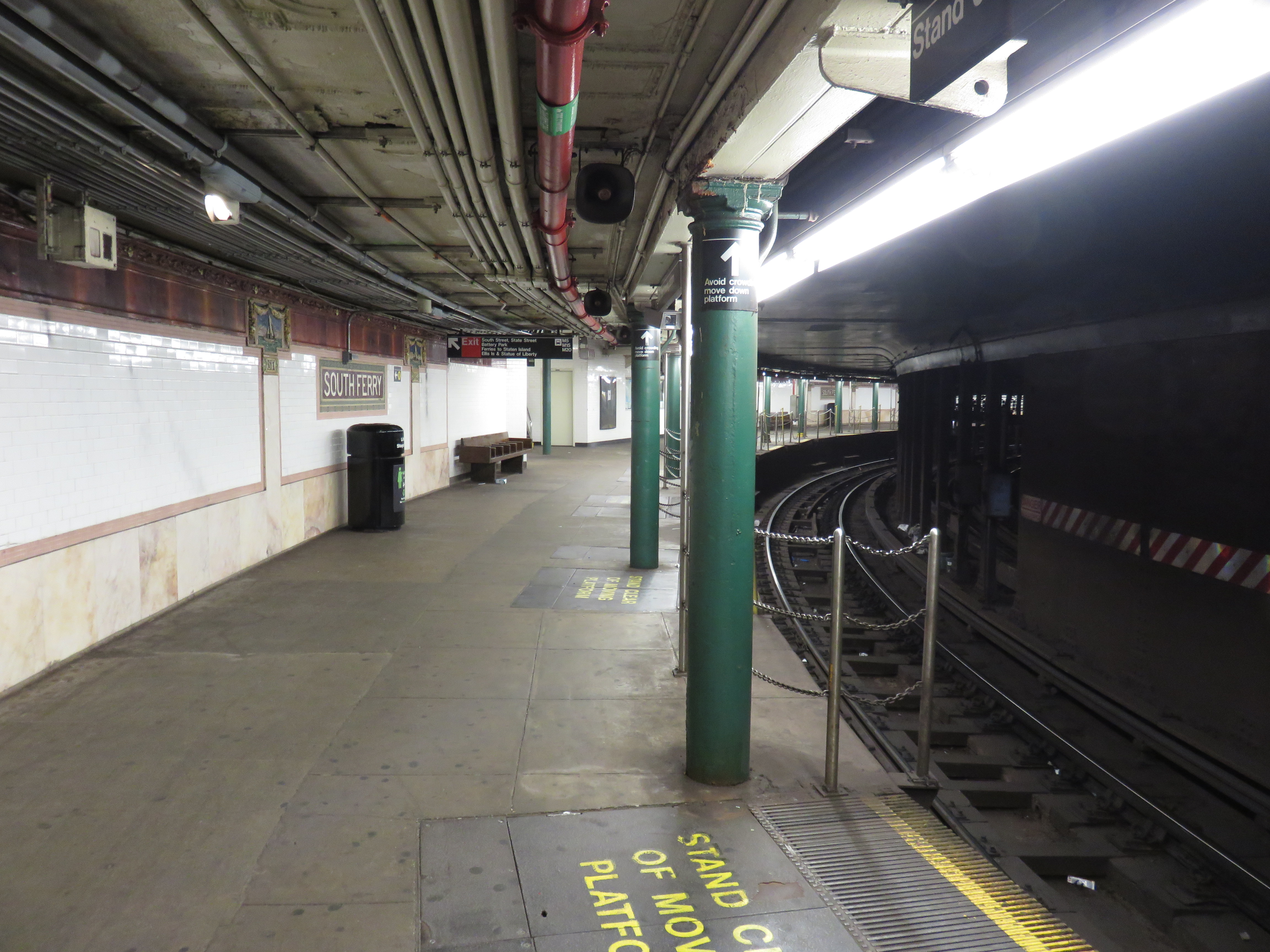
月台外觀
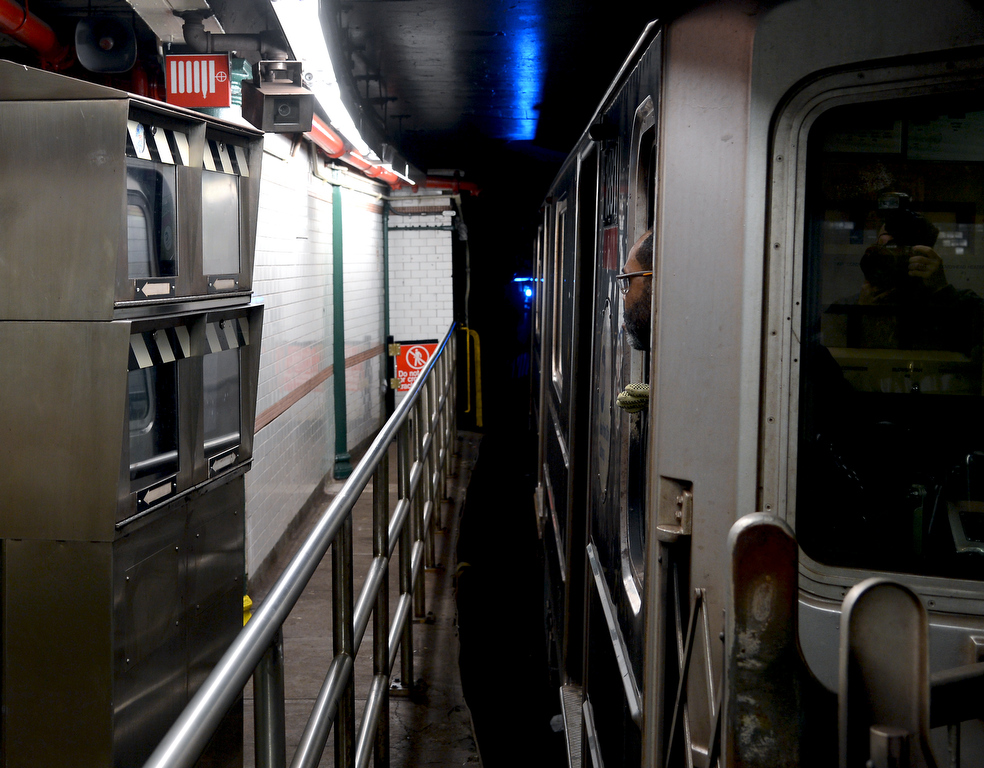
列車長利用監視器控制整個彎的月台

舊站馬賽克
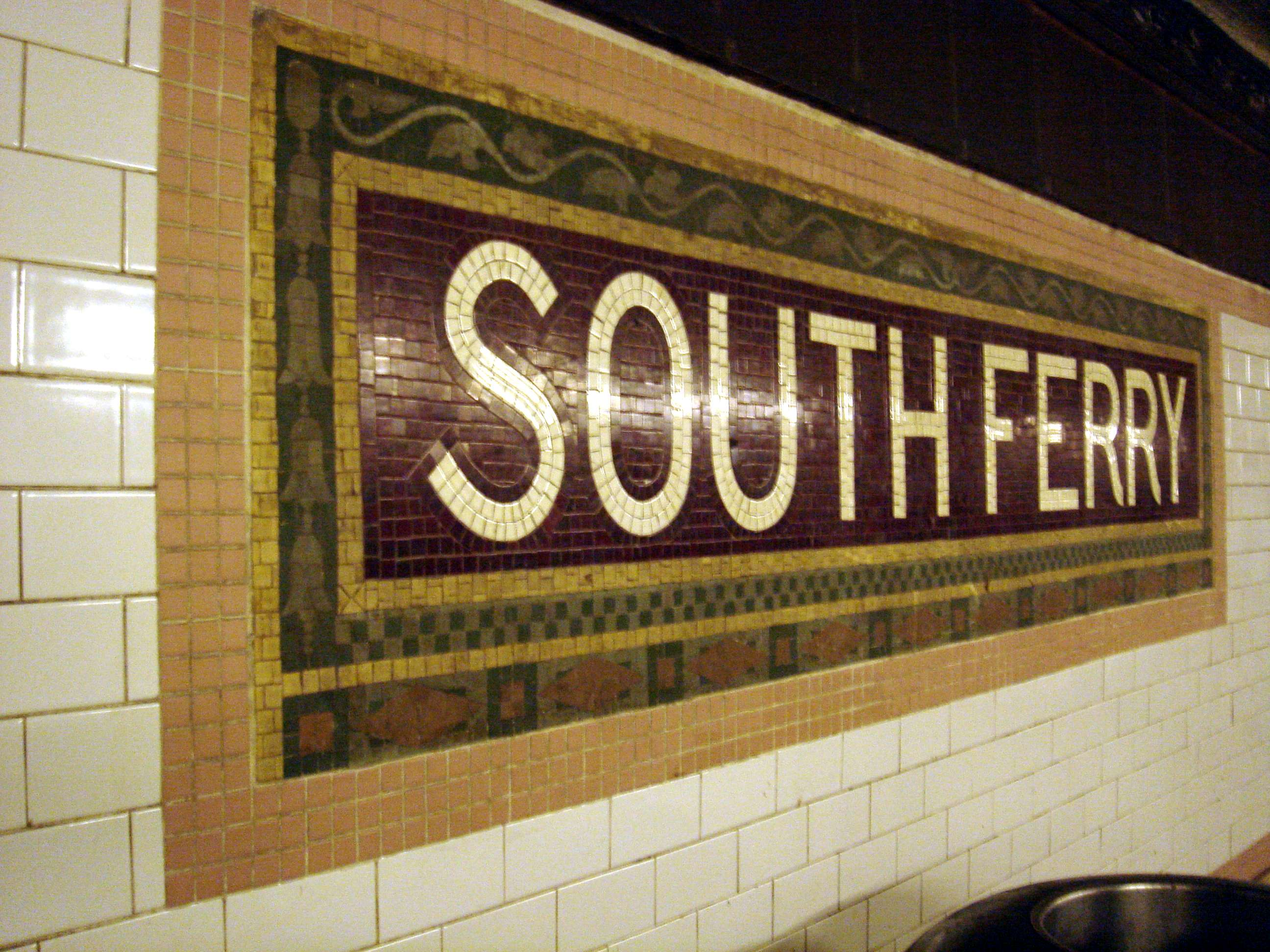
站名牌馬賽克磚
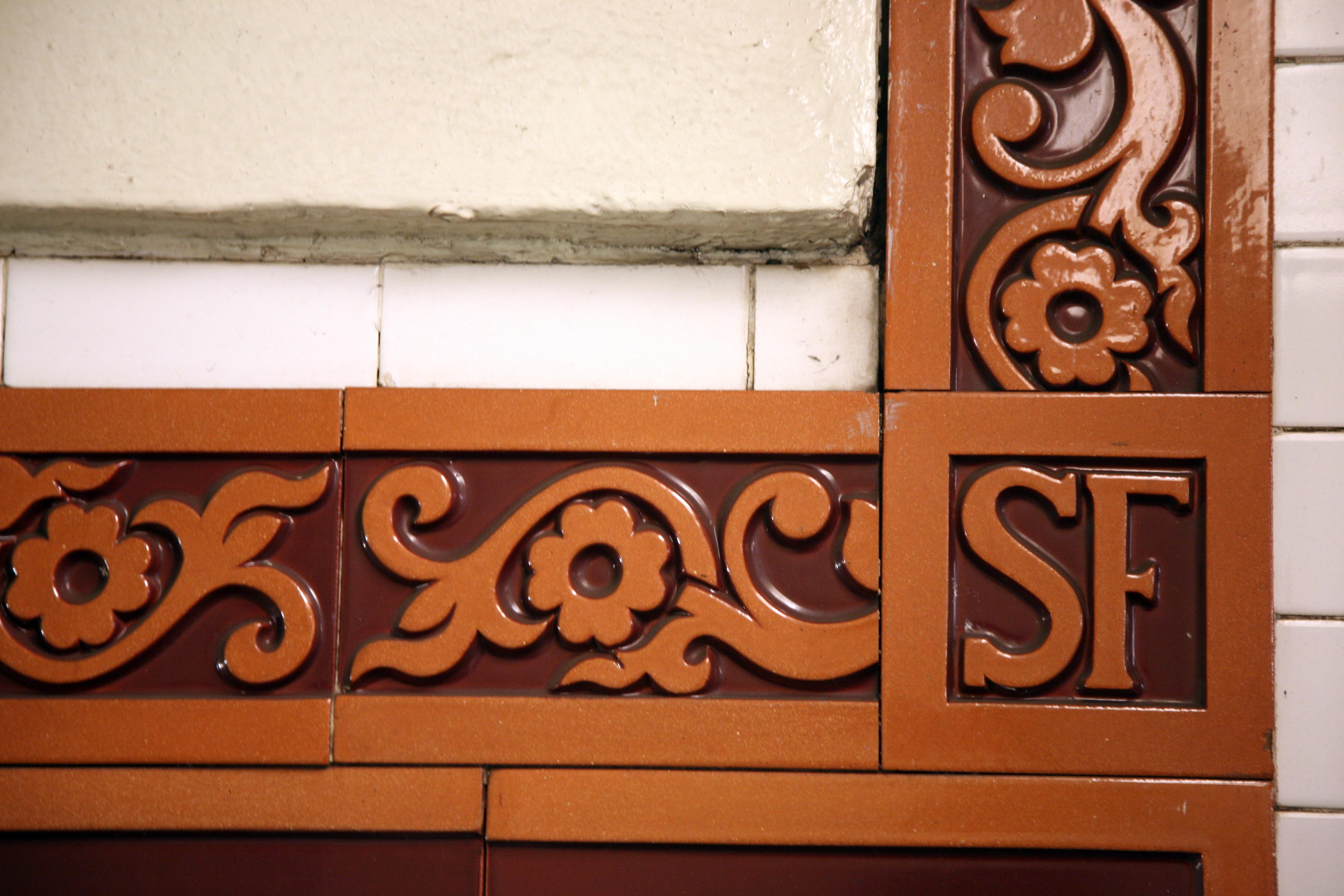
站名縮寫馬賽克
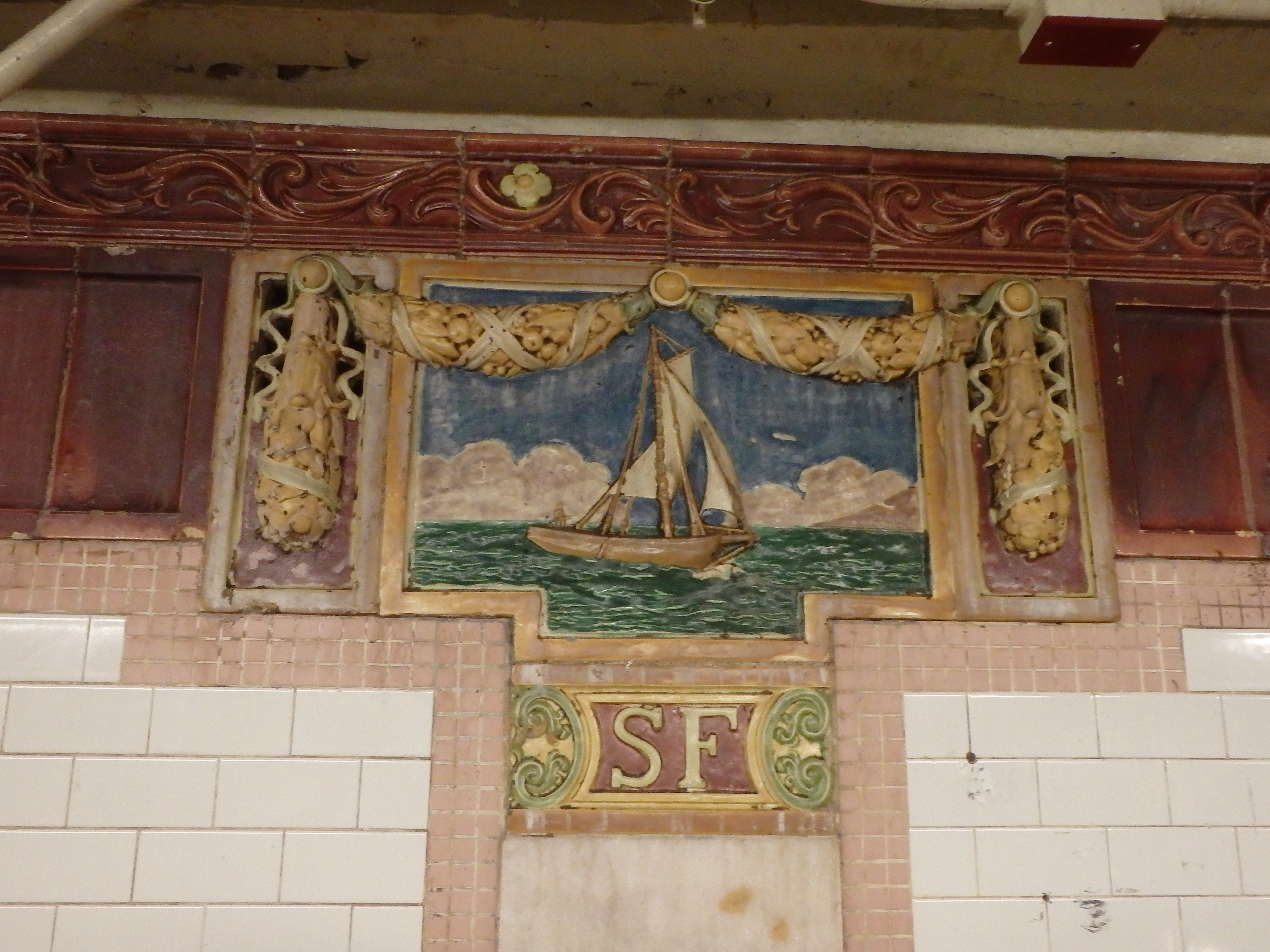
車站其中一個船隻的馬賽克

新站
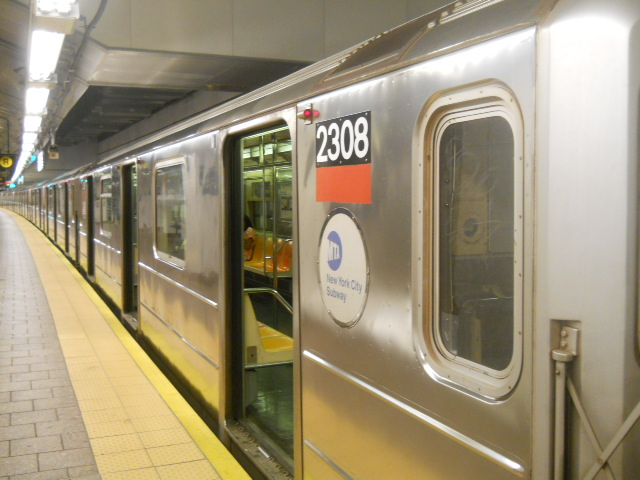
月台上的一列列車
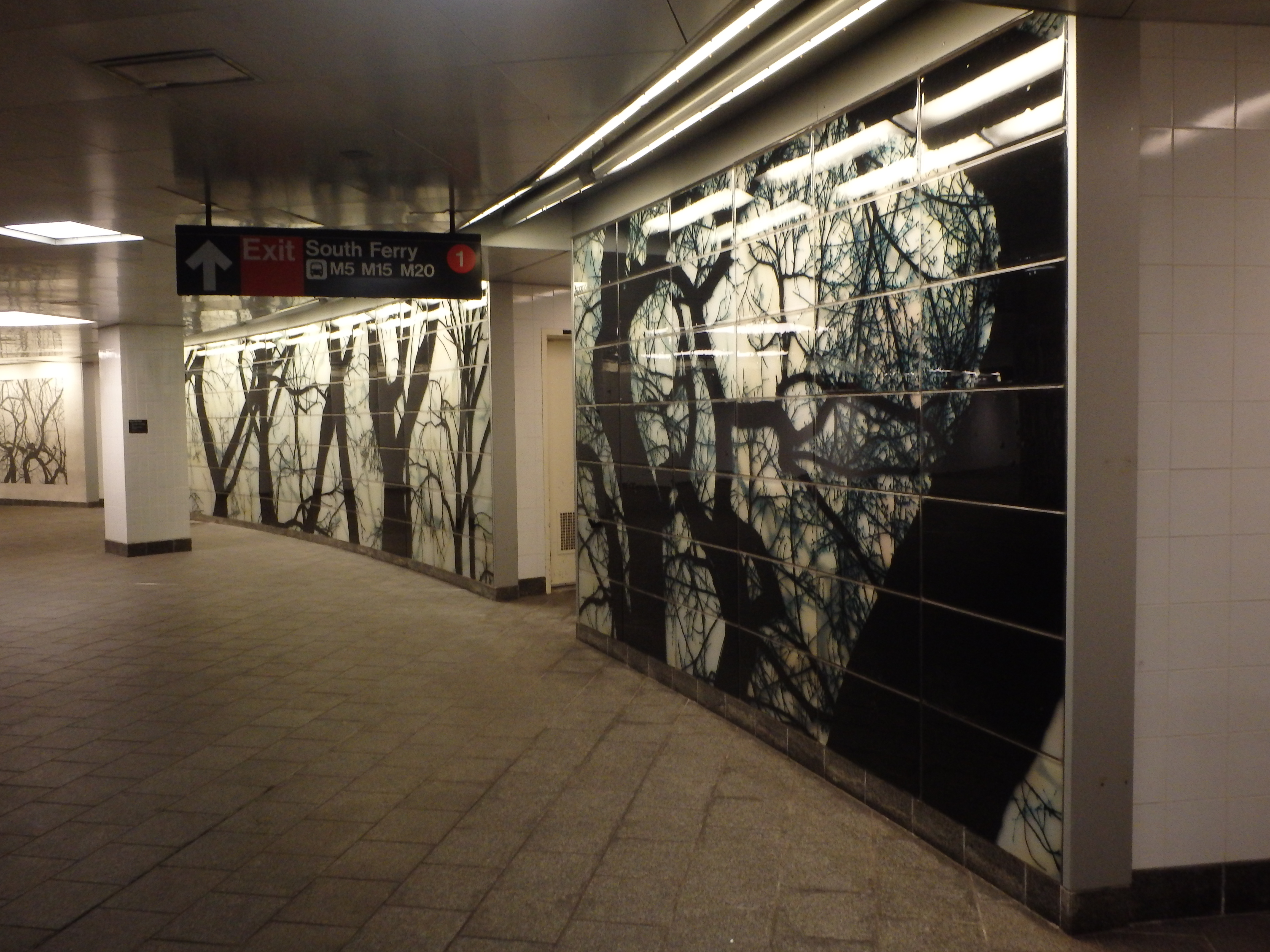
新藝術品
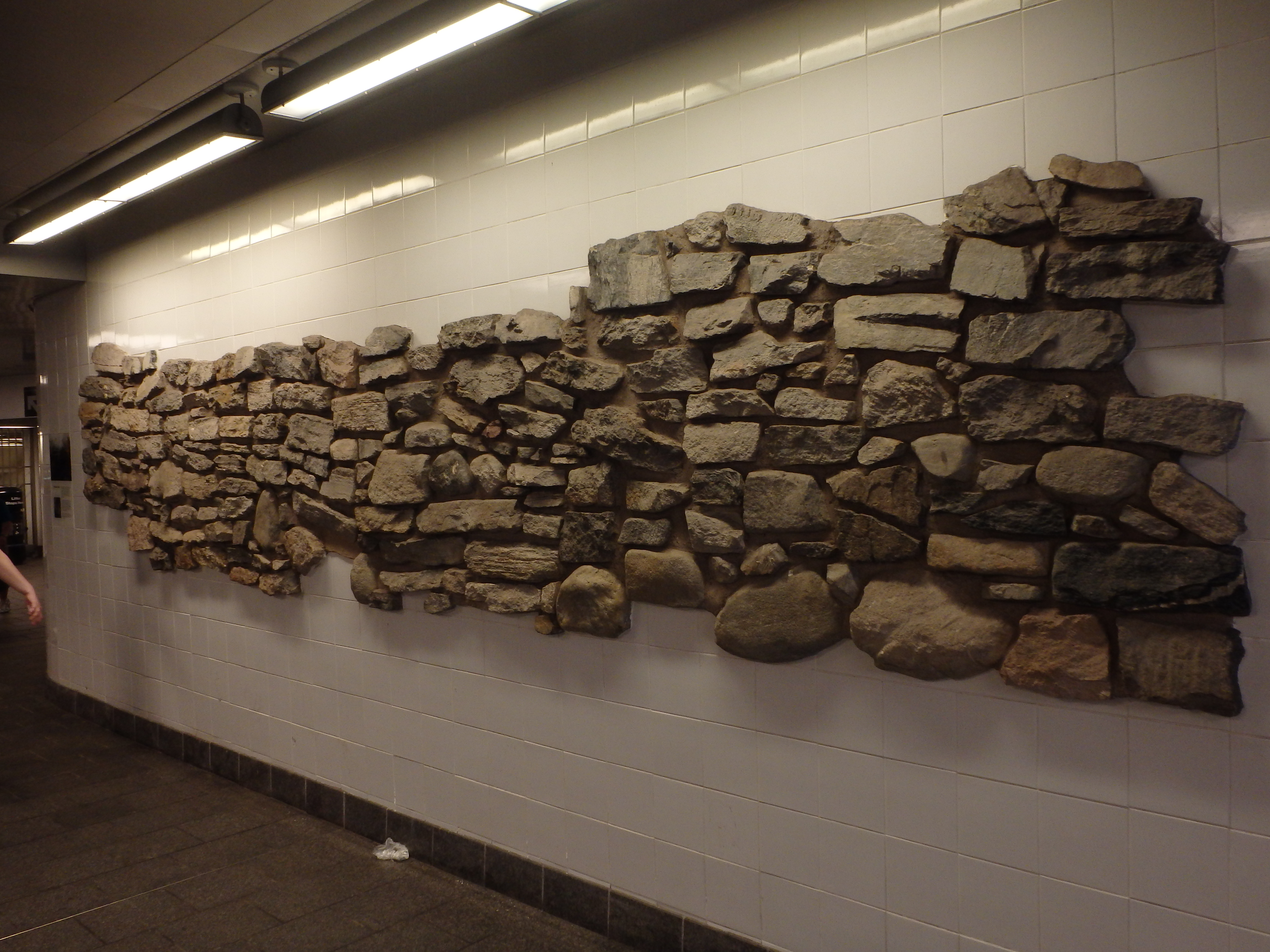
出土牆壁
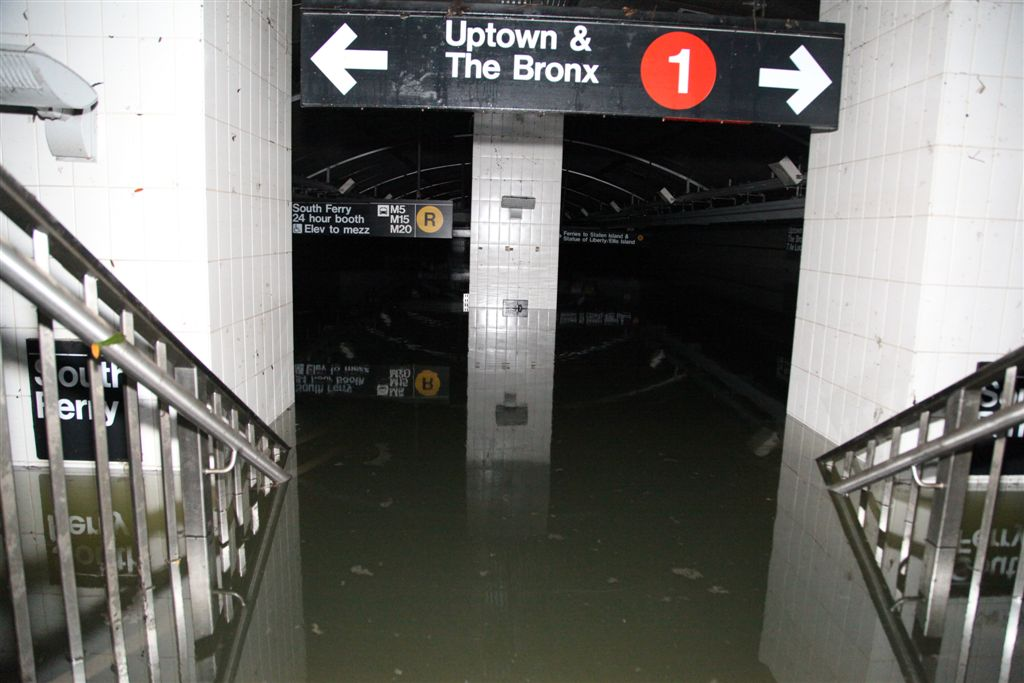
颶風桑迪吹襲後車站水浸

入口
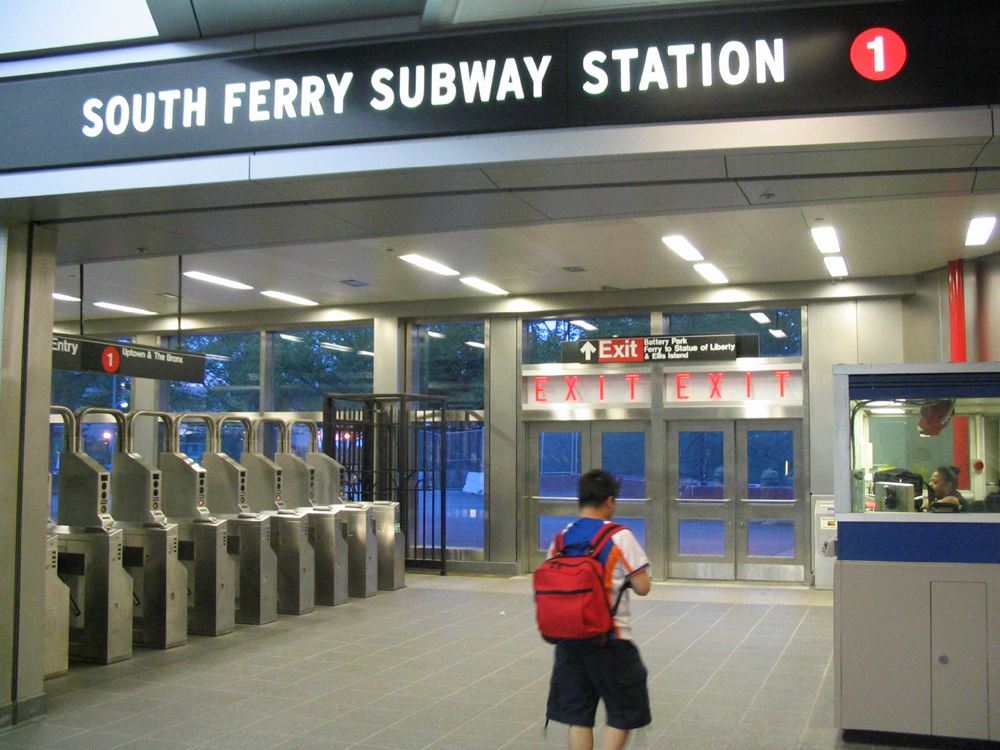
2005年5月位於史泰登島渡輪碼頭（英语：Staten Island Ferry Whitehall Terminal）新翻新的入口
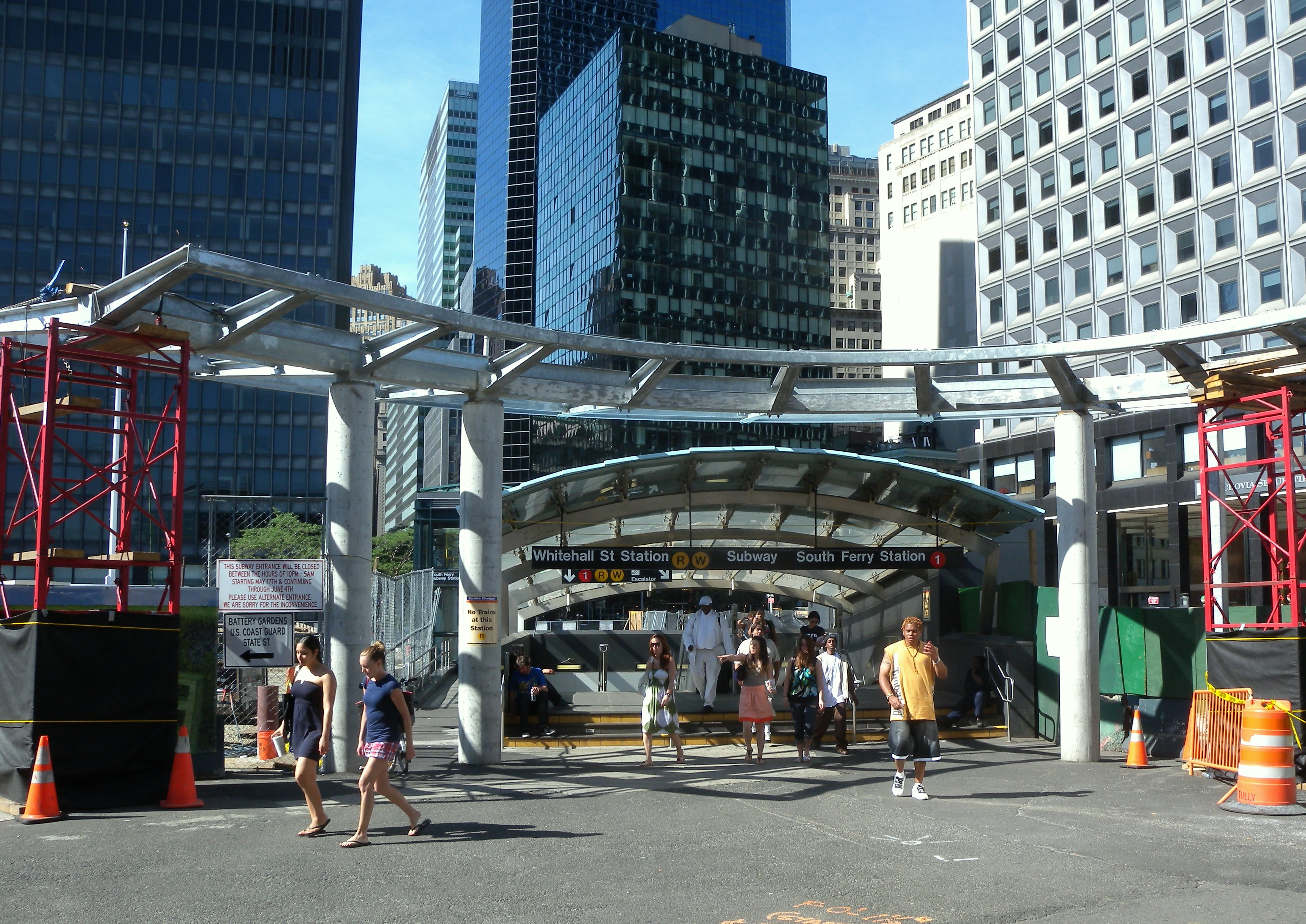
新站入口
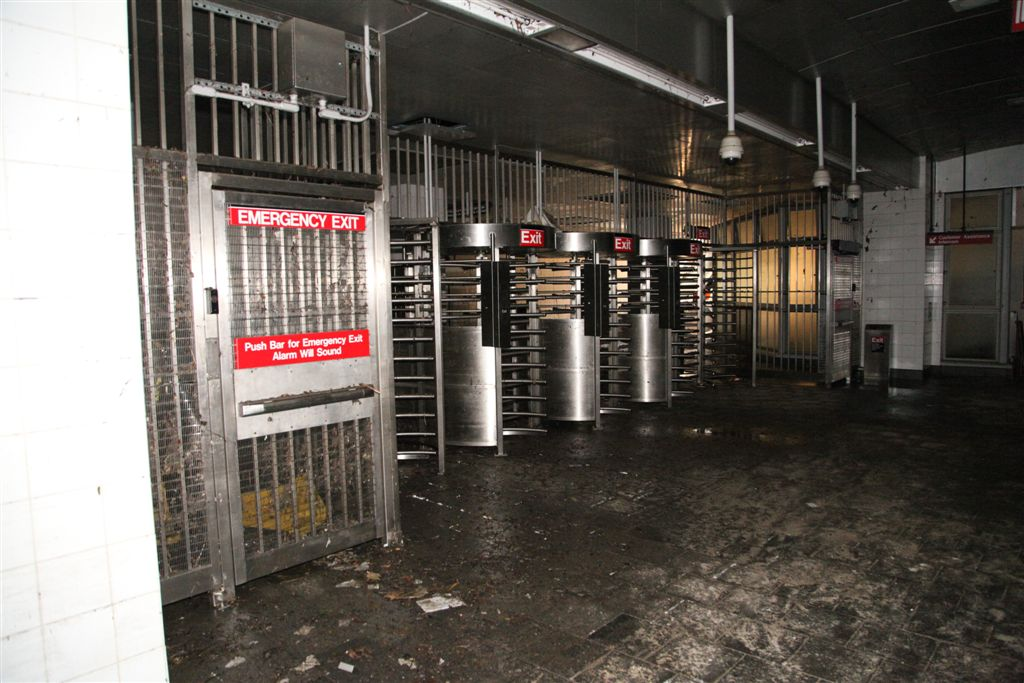
2013年1月新站內毀損的付費區
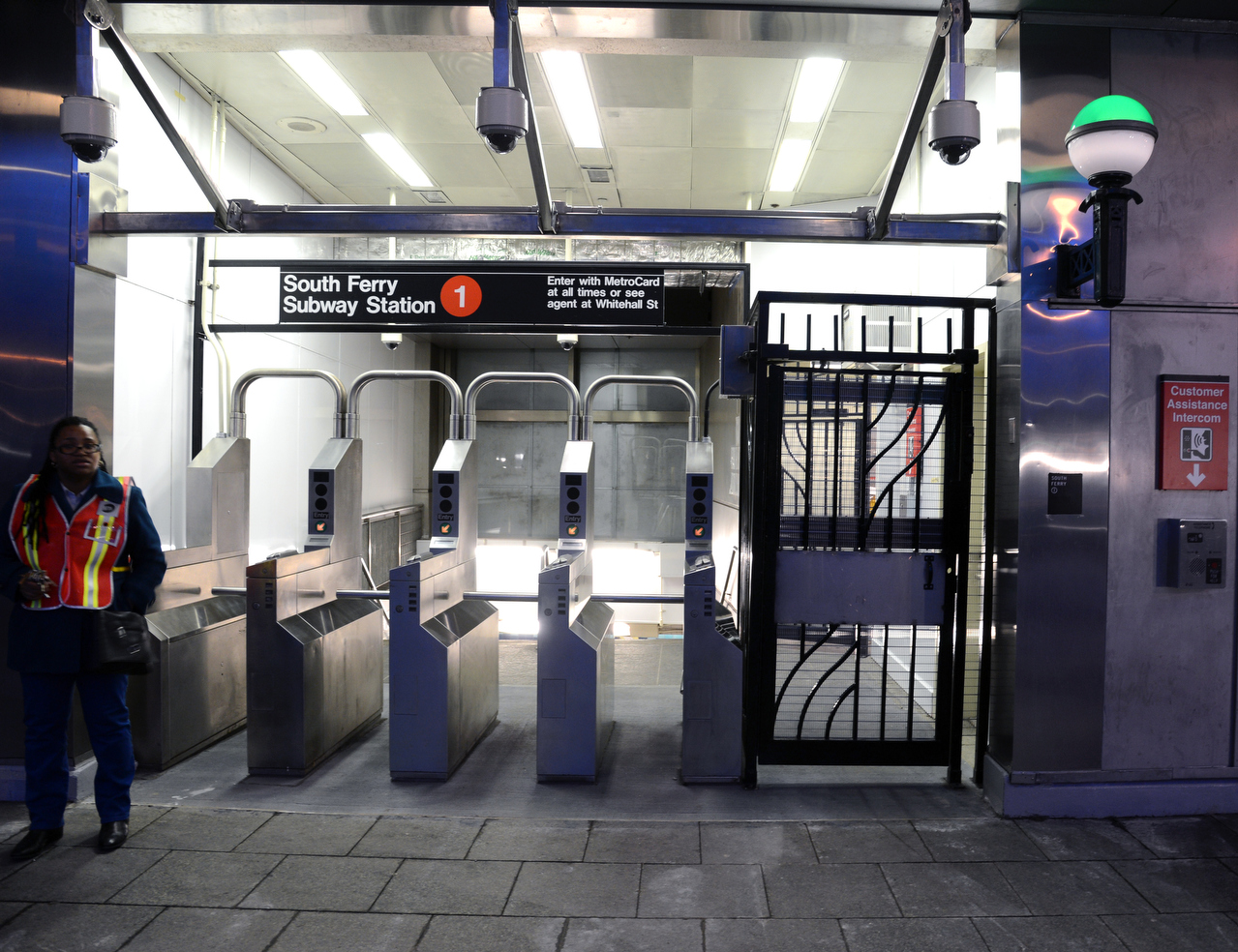
2013年4月通往舊站的新入口

## BMT百老匯線月台
白廳街-南碼頭車站（英語：Whitehall Street – South Ferry）位於BMT百老匯線，設有兩個島式月台和三條軌道。外側軌道繼續南行通過蒙塔格街隧道前往布魯克林的BMT第四大道線，並由N線（僅深夜停站）和R線列車在白天使用。中央軌道作為深夜布魯克林開出的R線列車的總站月台以及平日皇后區開出的W線列車的總站月台，並於車站兩端匯入外側軌道。
此站位置較深，原因包括方便列車從東南面通過東河，另外車站不遠的南面有較淺的滾球綠地車站。閘機和前往IRT百老匯-第七大道線月台的轉乘通道位於車站的最南端，北端則設有額外的出口。兩個月台大約有12－15英呎寬，雖然足夠設立一些較狹窄的樓梯，但無法安裝前往月台的升降機。
車站以南設有一對鐘口，以容許連接從未興建的位於蒙塔格街隧道以南的東河隧道，前往計劃中德卡爾布大道車站繞道，使用舊的長島鐵路大西洋大道隧道或布魯克林另一條街道下方。更南面是一個立體交匯處連接BMT納蘇街線的寬街車站（沒有定期的服務；最後使用這些軌道的是M線，已於2010年改道）。同時車站以南，蒙塔格街隧道的緊急出口位於納蘇街連接，意味着在納蘇街線興建以前，緊急出口實際上位於計劃路線的鐘口上。該鐘口直至1931年納蘇街連接全線通車前仍可見。
車站於1918年9月20日啟用時是百老匯線的總站。往布魯克林的連接於1920年8月1日通車。
1994年1月6日，自動閘機在此站和華爾街車站投入服務。

### 圖片集

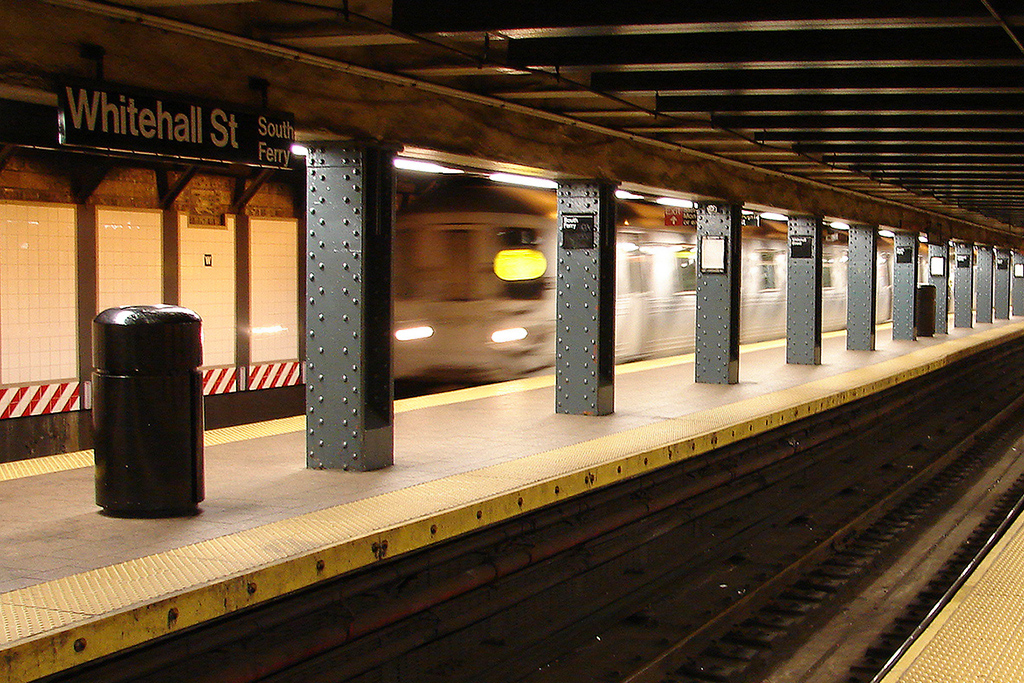
一列R線列車通過此站
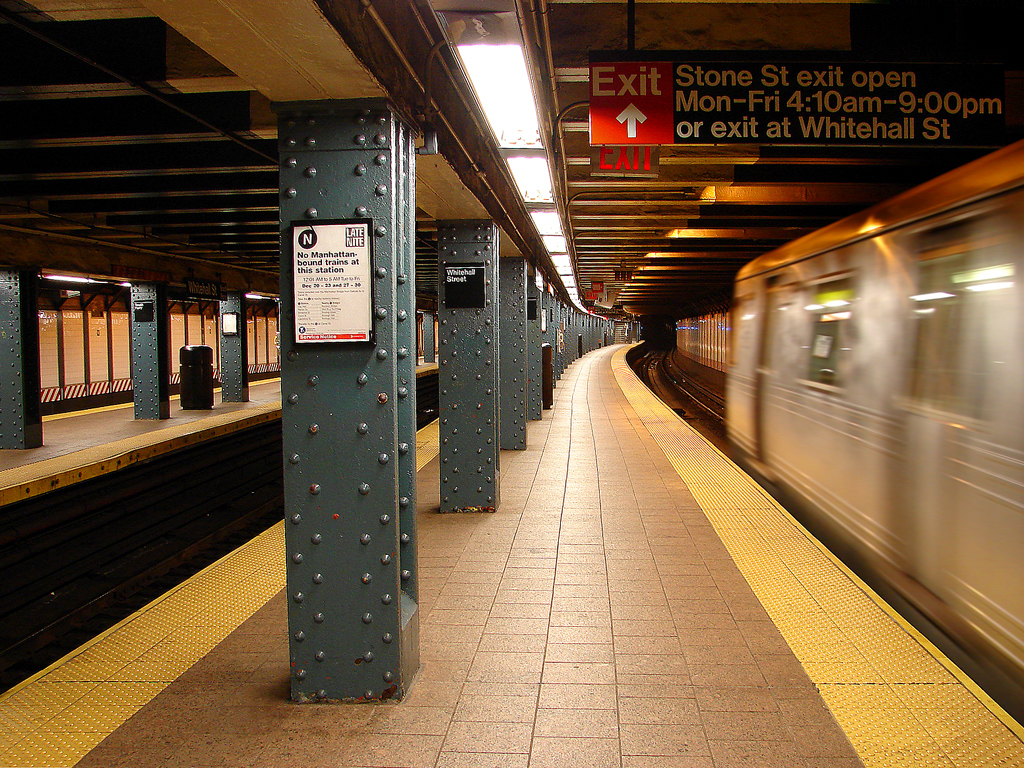
月台外觀
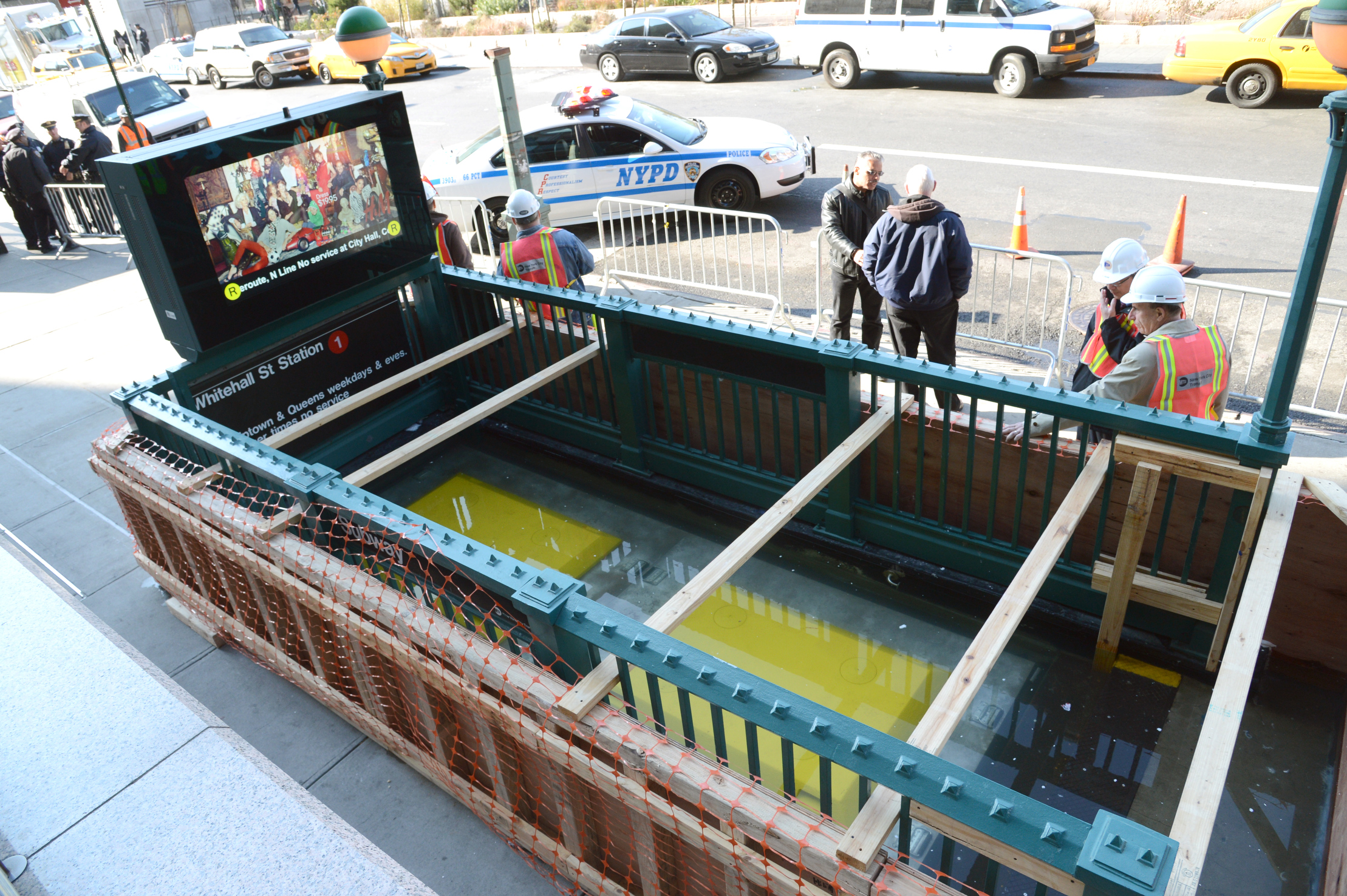
入口，攝於颶風桑迪期間

## 附近有名地點
- 曼哈頓下城直升機場
- 史泰登島渡輪的白廳街渡輪碼頭（英语：Whitehall Street Ferry Terminal）
- 往自由女神像、埃利斯島和州長島（英语：Governors Island）的渡輪
- 鄰里內其他地點（英语：South Ferry (Manhattan)）

## 延伸閱讀
- Lee Stokey. Subway Ceramics : A History and Iconography. 1994. ISBN 978-0-9635486-1-0

## 外部連結
- 南渡輪碼頭計劃（页面存档备份，存于） — 官方MTA南碼頭車站計劃頁面
- MTA的交通藝術 — 南碼頭車站（页面存档备份，存于）（IRT百老匯-第七大道線）
- MTA的交通藝術 — 白廳街車站（页面存档备份，存于）（BMT百老匯線）
- nycsubway.org—IRT西城線: 南碼頭（迴圈）
- nycsubway.org—IRT西城線: 南碼頭
- nycsubway.org—BMT百老匯線: 白廳街-南碼頭
- nycsubway.org — 《See It Split, See It Change》馬賽克（页面存档备份，存于），Doug and Mike Starn（英语：Doug and Mike Starn）（2007年）
- nycsubway.org — 《Passages》馬賽克（页面存档备份，存于），Frank Giorgini（英语：Frank Giorgini）（2000年）
- The Subway Nut — 南碼頭迴圈（页面存档备份，存于）（IRT百老匯-第七大道線）
- The Subway Nut — 新南碼頭（页面存档备份，存于）（IRT百老匯-第七大道線）
- The Subway Nut — 白廳街/南碼頭車站（页面存档备份，存于）（BMT百老匯線）
- 廢棄車站 — 滾球綠地及南碼頭月台（页面存档备份，存于）
- Google地圖街景史泰登島渡輪白廳碼頭前的入口和升降機
- Google地圖街景的白廳街及石街入口（页面存档备份，存于）
- Google地圖街景白廳街及州立街入口（页面存档备份，存于）
- Google地圖街景州立街入口
- Google地圖街景舊迴圈入口
- Google地圖街景迴圈月台 （页面存档备份，存于）
- Google地圖街景迴圈車站樓梯 （页面存档备份，存于）
- Google地圖街景的BMT月台 （页面存档备份，存于）
- Google地圖街景的BMT大堂 （页面存档备份，存于）
- Google地圖街景的BMT扶手電梯 （页面存档备份，存于）